# Lost Cities

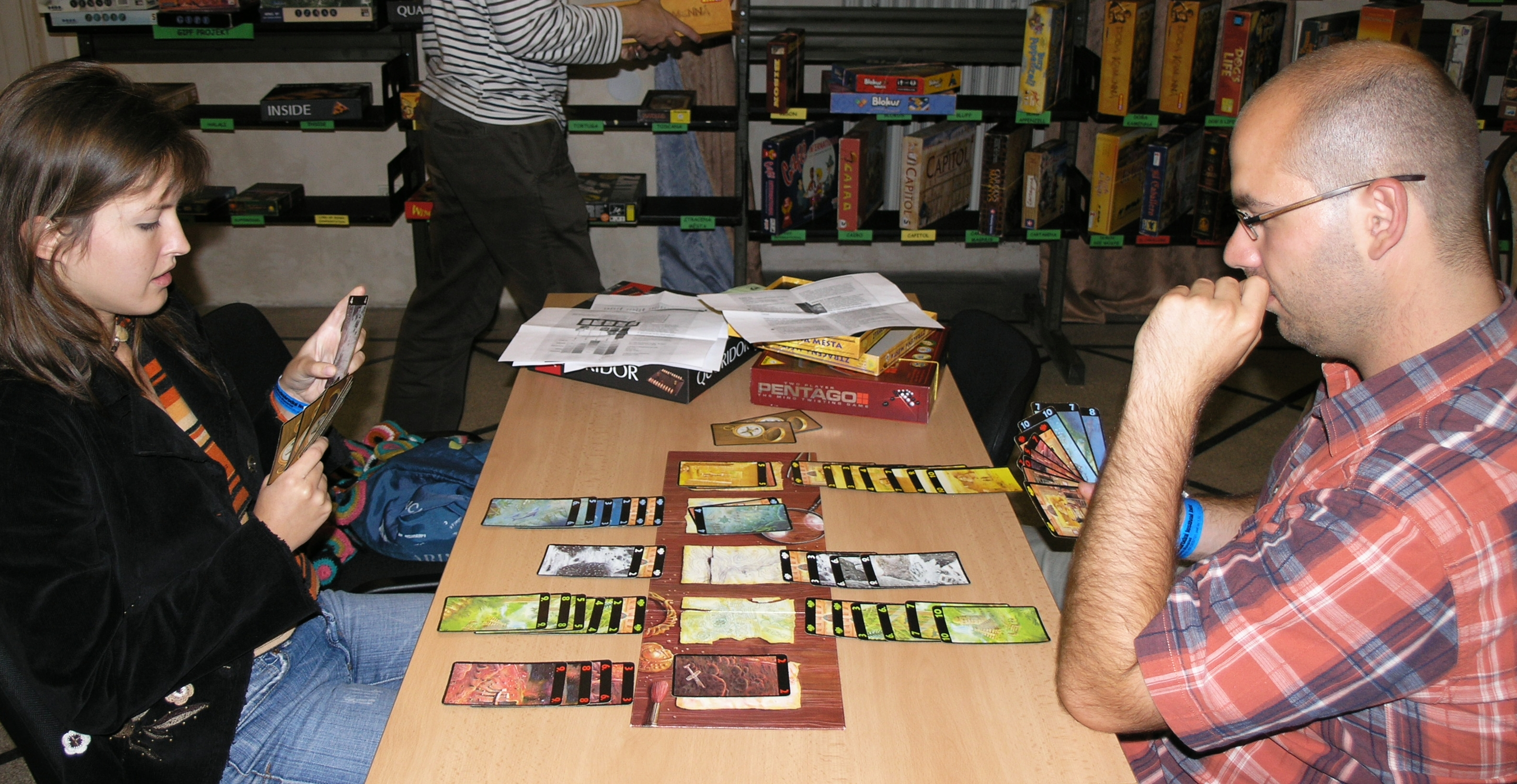
Lost Cities

Lost Cities is een kaartspel voor 2 spelers uitgegeven door 999 Games. De auteur is Reiner Knizia.

## Voorbereiding
- Het spelbord wordt tussen de 2 spelers gelegd
- Elke speler krijgt 8 kaarten, de overgebleven kaarten worden als gedekte trekstapel naast het speelbord gelegd.
- Leg pen en papier klaar om tussenstanden te noteren.

## Doel van het spel
De speler met de meeste punten wint het spel, deze punten kan men behalen door expedities te bouwen.

## Spelverloop

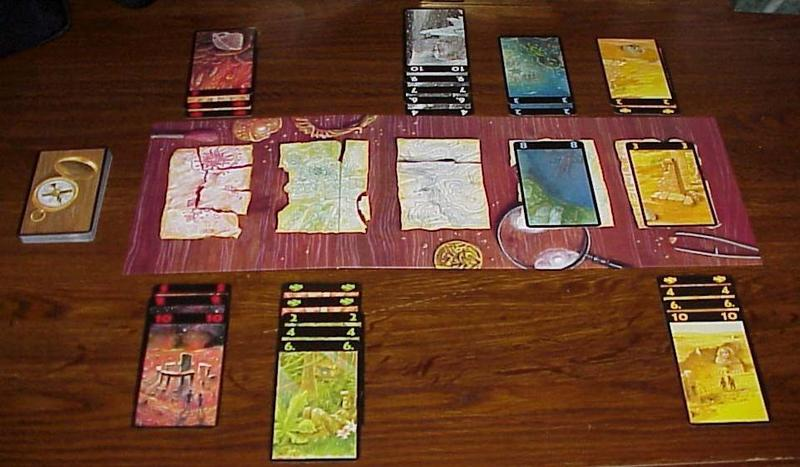
Voorbeeld

De oudste speler begint. Vervolgens speelt men om beurten.
De spelers leggen alleen aan hun kant kaarten bij de overeenkomstige kleur (voor het speelbord) of leggen kaarten op de kleurvlakken. (zie afbeelding)
Als een speler aan de beurt is legt hij één kaart op tafel uit zijn hand, daarna trekt hij een kaart van de trekstapel of van het speelbord.
Een speler kiest een kaart uit zijn hand en heeft twee mogelijkheden
1 Een kaart in een rij leggen
De speler kan met de kaart een nieuwe rij beginnen (of een bestaande rij uitbreiden).
Hiervoor neemt hij een kaart uit zijn hand en legt deze bij de juiste kleur voor het speelbord neer. De volgende kaarten mogen alleen aan de onderkant van een rij worden toegevoegd. Elke kaart, die aan de rij wordt toegevoegd, moet een hogere waarde hebben als de vorige kaart. Men legt de kaart zo zodat de waarde van de vorige kaart zichtbaar blijft. (zie afbeelding)
De spelers mogen ook voordat men de eerste expeditiekaart heeft gespeeld (een kaart met een waarde 2-10), een weddenschapskaart spelen (een kaart met een handje). Je mag zelfs meerdere weddenschapskaarten per rij neerleggen. Zodra iemand de eerste expeditiekaart in een rij heeft gespeeld mogen er geen weddenschapskaarten meer aan toevoegd worden. Opmerking: per beurt mag men maar 1 kaart spelen
2 Een kaart afleggen
Als een speler geen kaart in een rij wil- of kan leggen, mag hij of zij een kaart uit zijn of haar hand open op het aflegvlak (op het speelbord dus) van de betreffende kleur leggen.
Een nieuwe kaart trekken: De speler heeft hierbij de keuze tussen de trekstapel of de bovenste (open) kaarten van de aflegstapel (op het speelbord). De speler mag niet de kaart nemen die hij zonet afgelegd heeft. Met het trekken van de kaart is zijn beurt voorbij.

### Einde spel
Het spel eindigt direct als een speler de laatste kaart van de gedekte stapel trekt. Je mag tegen het einde van het spel de gedekte stapel spreiden om de overgebleven kaarten te tellen.

### Puntentelling

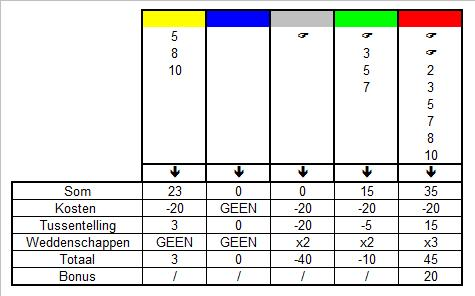
Voorbeeld van puntentelling
Deze speler behaalde 18 punten

De kaartenrijen (expedities) van de speler worden afzonderlijk geteld. Eerst worden de punten op alle kaarten van een rij bij elkaar opgeteld. Van dat totaal worden er 20 punten afgetrokken, zijnde de startkosten van die expeditie. Het kan voorkomen, dat een rij negatieve punten veroorzaakt. Een rij zonder kaarten is gewoon 0.
Als aan het begin van een rij 1, 2 of 3 weddenschapskaarten liggen, wordt het positieve dan wel negatieve resultaat met 2, 3 of 4 vermenigvuldigd. (zie voorbeeld)
Iedere rij die uit minstens 8 kaarten bestaat, levert naast de al berekende punten 20 extra punten op.
Men noteert de punten, en start een volgend spel. In totaal speelt men drie rondes.